# Saint-Mars-la-Réorthe
Saint-Mars-la-Réorthe – miejscowość i gmina we Francji, w regionie Kraj Loary, w departamencie Wandea.
Według danych na rok 1990 gminę zamieszkiwało 797 osób, a gęstość zaludnienia wynosiła 86 osób/km² (wśród 1504 gmin Kraju Loary Saint-Mars-la-Réorthe plasuje się na 674. miejscu pod względem liczby ludności, natomiast pod względem powierzchni na miejscu 1037.).